# Petar Tantschew
Petar Tantschew, eigentlich Petar Tantschew Schelew, (bulgarisch Петър Танчев; * 12. Juli 1920 in Gledka; † 21. Juli 1992 in Sofia) war ein bulgarischer Politiker.

## Leben
Tantschew gehörte ab 1945 dem Bulgarischen Bauernvolksbund an. 1948 wurde er Mitglied des Nationalrats der Vaterländischen Front. Von 1962 bis 1966 war er bulgarischer Justizminister und von 1966 bis 1971 stellvertretender Vorsitzender des Ministerrats. In der Zeit von 1971 bis 1974 war er erster Stellvertreter des Vorsitzenden des Ministerrats. 1974 übernahm er die Funktion des Sekretärs des Bulgarischen Bauernvolksbundes und wurde erster Stellvertreter des Vorsitzenden des Staatsrats.
Tantschew wurde mit dem Orden Georgi Dimitrow (1970, 1980), dem Orden „13 Jahrhunderte Bulgarien“(1984), dem Internationalen Lenin-Friedenspreis, dem Stern der Völkerfreundschaft (1986) und dem Karl-Marx-Orden (1989) ausgezeichnet.

## Werke (Auswahl)
- Bulgarische Bauernpartei und Bulgarische Kommunistische Partei – Aktionseinheit in der revolutionären Vergangenheit und im sozialistischen Aufbau, Sofia 1975.
- Eröffnungsrede auf dem XXXV. Parteitag der Bulgarischen Bauernpartei, Sofia 1986.